# 甯漢豪
甯漢豪，JP（1964年1月7日—），香港政府官員，現任發展局局長。公務員政務官出身，曾任發展局常任秘書長（規劃及地政）。

## 生平
甯漢豪生於1964年1月7日，早年就讀瑪利曼小學，繼而升讀瑪利曼中學，擁有香港大學文学士學位（英國文學榮譽學位、1986年）和美國密歇根大學（安娜堡）傳理學碩士學位（1987年）。
甯漢豪在1989年1月加入香港政府政務主任職系。她曾在多個決策局及部門服務，包括前政務總署、前新機場工程統籌署、前公務員事務科（後改稱公務員事務局）及庫務局（後改稱財經事務及庫務局）。
在2009年3月擔任財經事務及庫務局副秘書長（庫務）期間，立法會議員梁國雄批評安老院輪候時間過長，並以粗言斥罵行政長官曾蔭權。其時主持會議的劉慧卿未有行使主席權利，對梁國雄作出任何警告或制止，只在一旁勸喻重返討論。在此時刻，甯漢豪要求發言，指自己作為一個有子女的媽媽，不會用相關粗言教導子女，試圖平息事件。甯漢豪因而為公眾印象深刻，其後更獲特首點名稱讚，委之為其私人秘書。
2017年7月接替升任發展局局長的黃偉綸出任發展局常任秘書長（規劃及地政）。
2022年7月接替升任財政司副司長的黃偉綸出任發展局局長。

## 歷任主要職位
- 2005年4月至2008年10月：教育統籌局副秘書長（後改稱教育局副秘書長）
- 2008年11月至2010年3月：財經事務及庫務局副秘書長（庫務）
- 2010年4月至2012年6月：行政長官私人秘書（期間在2010年4月晉升為首長級乙一級政務官/D4）
- 2012年7月31日至2017年6月30日：地政總署署長（期間在2014年4月晉升為首長級甲級政務官/D6）
- 2017年7月1日至2022年6月30日︰發展局常任秘書長（規劃及地政）（首長級甲一級政務官/D8）
- 2022年7月1日至今︰發展局局長

## 榮譽

### 殊勳
- 官守太平紳士（J.P.）（2006年7月1日－）[10]

## 外部連結
- 發展局局長長甯漢豪於香港政府一站通網頁的介紹 （页面存档备份，存于）